# Tratado de Casamento

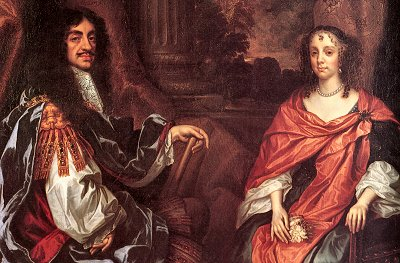
Carlos II de Inglaterra e Dona Catarina de Bragança.

O Tratado de Casamento, ou Tratado Anglo-Português, foi um tratado concluído pelo Reino da Inglaterra e o Reino de Portugal em 1661, que estipulava um casamento arranjado entre o rei inglês Carlos II e a infanta portuguesa Dona Catarina de Bragança, filha de Dom João IV.
O tratado renovou a Aliança Anglo-Portuguesa, que remontava à Idade Média.

## Antecedentes
Carlos II havia sido recentemente restaurado aos tronos da Inglaterra, Escócia e Irlanda e havia sido pressionado por Portugal e Espanha, que empurraram candidatas rivais como uma potencial esposa. Embora Carlos II tivesse sido aliado da Espanha através do Tratado de Bruxelas, suas relações com Madrid estavam cada vez mais tensas. A Espanha exigiu a devolução das posses tomadas pela extinta República Inglesa, notadamente a Jamaica, que Carlos II aceitou. A decisão de Carlos II de se casar com a infanta portuguesa Dona Catarina foi atribuída ao conselho do influente estadista inglês Eduardo Hyde, 1.º Conde de Clarendon.

## Termos
Além de um pagamento em dinheiro, o dote de Catarina também trouxe consigo os assentamentos de Bombaim. A Inglaterra também ganhou Tânger, no Norte da África, e assim pôde usar o porto como uma estação naval ou um posto comercial para o comércio do Levante.

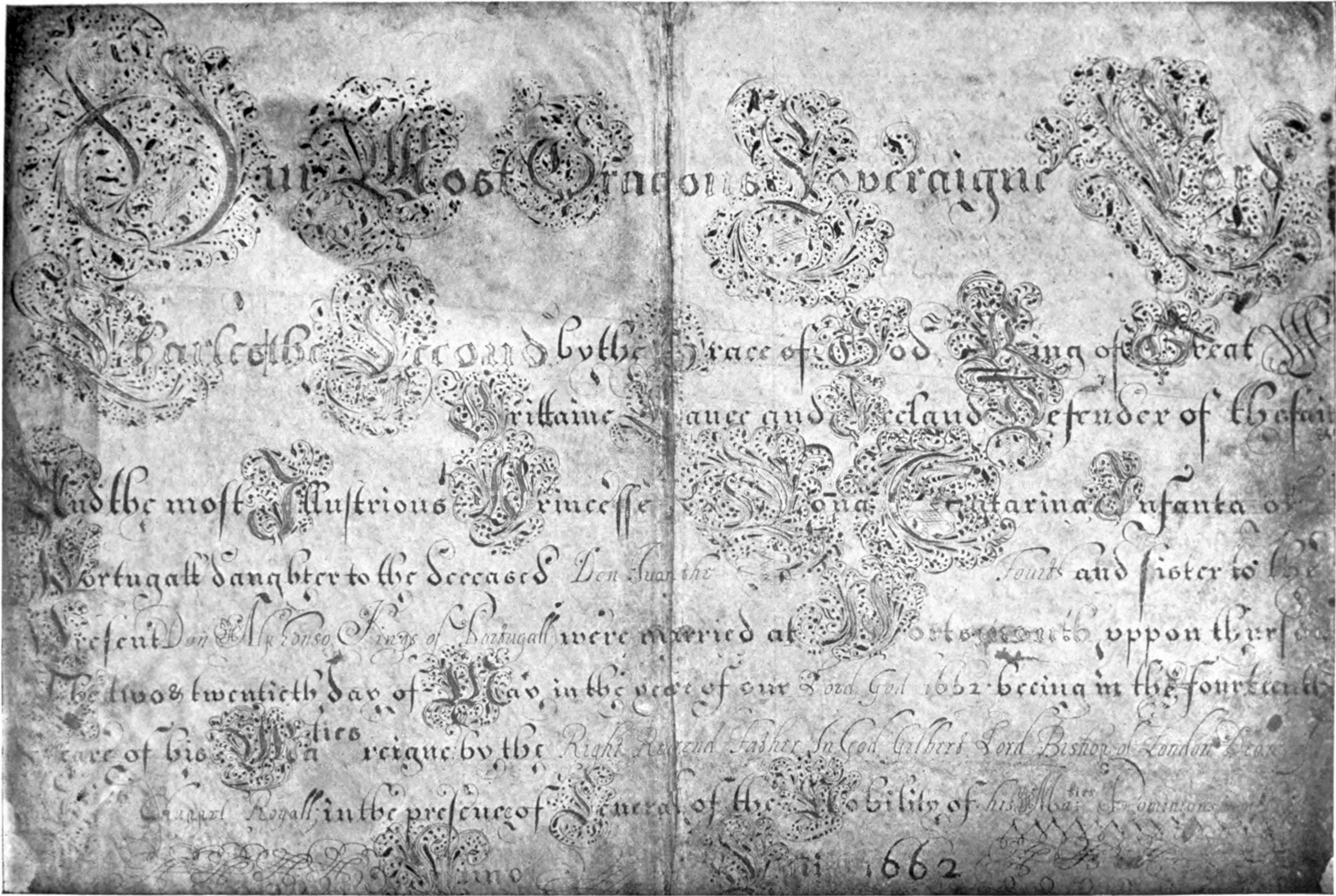
Certidão de casamento do rei Carlos II e Dona Catarina de Bragança.

Os termos fizeram com que a Inglaterra enviasse 2.000 soldados de infantaria e 500 cavalos para ajudar Portugal na guerra contra a Espanha. O tratado, sob a disposição do casamento, também declarou que a infanta e toda a sua família "gozarão do livre exercício da religião católica romana".
Com o tempo, no entanto, a aquisição dos dois territórios passou a ser considerada um passivo para a Inglaterra. Carlos II vendeu seus direitos sobre Bombaim para a Companhia das Índias Orientais. Tânger foi mantida até ser evacuada em 1684 sob pressão constante das forças mouras vizinhas. Também se tornou uma fonte de controvérsia política na Inglaterra, já que os Whigs sugeriram que a guarnição, que tinha um grande número de católicos irlandeses, foi projetada para ser trazida para a Grã-Bretanha para impor o absolutismo real.